# Belgische Typografische Federatie
De Belgische Typografische Federatie (BTF) was een Belgische vakcentrale die aangesloten was bij het BVV. 

## Structuur

### Bestuur
| Periode     | Voorzitter             |
| ----------- | ---------------------- |
| 1867 - 1875 | Hendrik Kats           |
| 1875 - 1881 | Frédéric Vanden Berghe |
| 1881 - 1882 | F. Heuninck            |
| 1883 - 1889 | Pierre-Joseph Rousseau |
| ? - ?       | Jean Dumont            |
| 1890        | Gustave Defnet         |
| 1890        | Charles Callewaert     |
| 1891 - 1903 | Félix Van Ausloos      |
| 1903 - 1907 | Jean Pletinckx         |
| 1907 - 1913 | Alfred Durieux         |
| 1914 - 1920 | Gustave Conrardy       |
| ...         |                        |
| 1929 - ?    | Louis Stordeur         |
| 1932 - ?    | Alexander Theunissens  |

### Organisatie
| Jaar | Ledenaantal |
| ---- | ----------- |
| 1869 | 1.200       |
| 1904 | 1.988       |
| 1920 | 4.863       |
| 1925 | 6.521       |

| Jaar | Ledenaantal |
| ---- | ----------- |
| 1930 | 6.612       |
| 1933 | 5.914       |
| 1935 | 5.485       |
| 1939 | 4.357       |

## Bekende (ex-)leden
- Charles Callewaert[1]
- Gustave Conrardy[2]
- Gustave Defnet
- E. De Winter[3]
- Karel Dewit
- Jean Dumont[4]
- Alfred Durieux
- Louis Fleurman[5]
- F. Heuninck[6]

- Hendrik Kats[7]
- Gustave Mondet[8]
- Henri Neefs[9]
- Jean Pletinck[10]
- Emile Rotiers[11]
- Pierre-Joseph Rousseau[12]
- Louis Stordeur[13]
- Alexander Theunissens[14]

- Adrien Tordeur[15]
- Jan Van Asbroek[16]
- Félix Van Ausloos[17]
- Frédéric Vanden Berghe[18]
- Julien Vanderlinden[19]
- Charles Vanderroest[20]
- Romain Van Loo[21]
- Charles Waterschoot[22]